# Aminobenzotrifluoride
| Gefahrensymbol | Gefahrensymbol |

| Gefahrensymbol |

| Gefahrensymbol | Gefahrensymbol |

| Gefahrensymbol | Gefahrensymbol |

| Gefahrensymbol | Gefahrensymbol |

| Gefahrensymbol | Gefahrensymbol |

Aminobenzotrifluoride sind chemische Verbindungen aus der Gruppe der halogenierten Benzolderivate, die sich vom Benzotrifluorid ableiten. Je nach Stellung der Aminogruppe zur Trifluormethylgruppe ergeben sich drei Isomere.

## Gewinnung und Darstellung
3-Aminobenzotrifluorid kann aus Benzotrifluorid durch Nitrierung mit Salpetersäure zu 3-Nitrobenzotrifluorid und dessen anschließende Reduktion (katalytische Hydrierung) synthetisiert werden. Dabei entstehen auch in geringerem Maße die anderen beiden Isomere. Durch anfängliche Chlorierung von Benzotrifluorid (welche später durch katalytische Hydrierung rückgängig gemacht werden muss) und damit Blockierung der 3-Position, kann die Ausbeute von 2-Aminobenzotrifluorid stark erhöht werden.

## Eigenschaften
Aminobenzotrifluoride sind gelbe bis braune, wenig flüchtige Flüssigkeiten mit unangenehmem Geruch, welche schwer wasserlöslich sind. Sie zersetzen sich bei starker Erhitzung in Gegenwart von Luft, wobei Fluorwasserstoff, Kohlenmonoxid, Kohlendioxid und Nitrose Gase entstehen.

## Verwendung
3-Aminobenzotrifluorid wird als Zwischenprodukt bei der Herstellung von Pflanzenschutzmittel (z. B. Fluometuron und Flurochloridon) und Pharmaka (z. B. Flufenaminsäure) verwendet. 4-Aminobenzotrifluorid dient ebenfalls als Zwischenprodukt zur Herstellung von Arzneistoffen (z. B. Leflunomid oder Teriflunomid).

## Sicherheitshinweise
Die Dämpfe von Aminobenzotrifluoride können mit Luft ein explosionsfähiges Gemisch (Flammpunkt 55–85 °C, Zündtemperatur 600 °C) bilden.